# Hartlaubius auratus
El estornino malgache (Hartlaubius auratus) es una especie de ave paseriforme de la familia Sturnidae endémica de Madagascar. El nombre del género conmemora al zoólogo alemán Gustav Hartlaub. Es monotípico dentro del género Hartlaubius aunque a veces es colocado en Saroglossa junto al estornino alipinto (S. spilopterus).